# لا غراند فادرويل
لا غراند فادرويل (بالفرنسية: La Grande Vadrouille)‏ هو فيلم كوميدي فرنسي بلجيكي من إخراج جيرارد أوري وبطولة بورفيل، لويس دي فنيس، كلاوديو بروك، تيري طوماس، مايك مارشال وماري دوبويس، صدر الفيلم في فرنسا في 8 ديسمبر 1966.

## روابط خارجية
- لا غراند فادرويل على موقع IMDb (الإنجليزية)
- لا غراند فادرويل على موقع روتن توميتوز (الإنجليزية)
- لا غراند فادرويل على موقع ألو سيني (الفرنسية)
- لا غراند فادرويل على موقع Turner Classic Movies (الإنجليزية)
- لا غراند فادرويل على موقع أول موفي (الإنجليزية)
- لا غراند فادرويل على موقع فيلمافينيتي (الإسبانية)
- لا غراند فادرويل على موقع قاعدة بيانات الأفلام السويدية (السويدية)
- لا غراند فادرويل على موقع قاعدة بيانات الفيلم (الإنجليزية)
- لا غراند فادرويل على موقع ليتربوكسد (الإنجليزية)
- لا غراند فادرويل على موقع كينوبويسك (الروسية)

لم يتم العثور على روابط لمواقع التواصل الاجتماعي.